# Monte Lobeira
El monte Lobeira es una montaña situada en el municipio de Villanueva de Arosa (provincia de Pontevedra, Galicia, España). En la parroquia de András (San Lorenzo) donde se encuentra un precioso mirador.

## Descripción
La montaña tan solo mide 289 metros de altura, aunque al ser zona costera su altitud se aprecia completamente.
Esta montaña es famosa sobre todo por el impresionante mirador que hay en lo alto de la cima, desde donde se aprecian espectaculares vistas de la ría de Arosa, hacia el oeste, en ella se ve la isla de Arosa, una gran superficie del interior de la provincia de Pontevedra, hacia el este, la cara sur de la sierra del Barbanza, en la comarca de Barbanza hacia el norte, y hacia el sur se aprecian desde las montañas y turísticas ciudades de la comarca del Salnés, hasta la isla de Ons.
El mirador se aposenta en el lugar donde se levantaba el Castelo de monte Lobeira, que permaneció en posesión de monarcas españoles en la época medieval. El origen de Lobeira está marcado por diversos sucesos acontecidos a lo largo de la historia ya que los siglos XI y XII destacan por el protagonismo del Castelo de monte Lobeira, donde la reina Urraca decidió asentarse cuando buscaba la seguridad necesaria para Galicia. Cuando la reina terminó su función de defensa en estas tierras, dejó también de ser residencia de reyes, y a partir de ese momento el castillo fue abandonado.
En 1175 con la entrega del castillo a la mitra Compostelana y posteriormente a manos de D. Juan García Manrique se fue deteriorando al estar rodeado de un monte sin vencindad ni población en su entorno; a lo que se suma la fiebre destructiva en el siglo XV durante las luchas irmandiñas.
Aún se puede observar algunos de los sillares que conformaban una de las torres de la muralla, y conserva los aljibes donde se almacenaban víveres para las batallas; los restos de la otra torre quedaron ocultos por las obras del emplazamiento de la cruz, cuyo origen es del año 1896, para perpetuar la muerte de tantas víctimas cobradas por el mar, acumuladas a través de los tiempos.
Hasta lo alto del mirador se accede por vías forestales, hasta el mismo pie del mirador, después hay que subir algunos metros de altura, a través de escaleras. En lo alto se puede apreciar la vista explicada antes y también su cruz, una cruz que culmina el mirador.
La montaña es su punto más alto está compuesta por piedras, en el extremo del mirador, aunque siempre cubierta con árboles.
Un poco más abajo se encuentra el Faro de la Luna, que es un excelente mirador con unas vistas espléndidas, es de acero inoxidable y su autor es un vilagarciano llamado Manolo Chazo. Acabó adoptando este nombre por el hecho de reflejarse los rayos del sol en las tres lunas ubicadas en su parte más alta, es un excelente mirador de la ría de Arosa, isla de Arosa y la isla de La Toja. 
Esta montaña sufrió, al igual que muchos otros montes gallegos, la oleada de incendios forestales en Galicia 2006.
- Datos: Q6553455
- Multimedia: Monte Lobeira / Q6553455